# Філіпп Горн
Філіпп Горн (нім. Philipp Horn) — німецький біатлоніст, призер чемпіонату світу.
Бронзову медаль чемпіонату світу 2020 року, що проходив в італійській Антерсельві Горн виборов разом з командою в естафеті.

## Результати
Джерелом усіх результатів є Міжнародний союз біатлоністів.

### Чемпіонати світу
1 медаль (бронзова)
| Чемпіонат                 | Індивідуальна гонка | Спринт | Переслідування | Мас-старт | Естафета | Змішана естафета | Одиночна змішана естафета |
| ------------------------- | ------------------- | ------ | -------------- | --------- | -------- | ---------------- | ------------------------- |
| Антгольц-Антерсельва 2020 | 21                  | 8      | 18             | 24        | Бронза   | —                | —                         |